# Эллерслебен
Эллерслебен (нем. Ellersleben) — община в Германии, в земле Тюрингия.
Входит в состав района Зёммерда. Подчиняется управлению Буттштедт. Население составляет 276 человек (на 31 декабря 2010 года). Занимает площадь 6,47 км².